# Фелан, Бриттани
Бриттани Фелан (англ. Brittany Phelan; род. 24 сентября 1991, Сент-Агат-де-Мон, Канада) — канадская фристайлистка (ски-кросс), серебряный призёр зимних Олимпийских игр 2018 года. Также занималась горнолыжным спортом (слалом).

## Биография
Бриттани Фелан родилась в 1991 году в Сент-Агат-де-Моне. Она начала кататься на лыжах с 2 лет, с 6 принимала участие в гонках. На зимних Олимпийских играх 2014 года Фелан участвовала в соревнованиях по слалому и заняла 15-е место. В дальнейшем из-за травмы спортсменка перешла на ски-кросс. В декабре 2016 года заняла 11-е место на Кубке мира в Валь Торансе. На зимних Олимпийских играх 2018 года в Пхёнчхане Фелан завоевала серебряную медаль, уступив своей соотечественнице и подруге Келси Серва.